# 念覚
念覚（ねんがく、康保4年（967年） - 長元3年（1030年））は平安時代中期の僧侶。阿闍梨念覚。

## 概要
藤原済時の子。『僧綱補任』によれば、治安2年（1022年）に56歳であるので、康保4年（967年）の誕生である 。
定暹（紫式部の弟）らとともに教静僧都から血脈を受けた七名の阿闍梨の一人である。
『紫式部日記』には次のような話がある。寛弘5年（1008年）、中宮彰子のお産の際に幾つかのよりましを作り、それぞれを阿闍梨に預けた。宮の内侍の用意したよりましを千算阿闍梨に預けたところ、千算が物怪に引き倒されて可哀想であったため念覚阿闍梨を呼び入れたという 。